# 擬文章生
擬文章生（ぎもんじょうしょう）は、平安時代、大学寮で詩文や歴史を学び、寮試に及第した者を指す。擬生（ぎそう）ともいう。 

## 概要
定員は20名。紀伝道志望の学生の中で、才気のあるものを対象に、大学頭監督の下に、『史記』・『漢書』・『後漢書』のうち5条を試問し、3条以上に通じたものを及第（合格）させたものである。これを「寮試」といい、擬文章生に合格することで、専攻を紀伝道に決定したことになって、この後、宣旨による式部省作成の省試に及第することで、文章生になることができた。